# Dar Ould Zidouh
Dar Ould Zidouh (en arabe : دار ولد زيدوح) est une commune du Maroc. Située dans la région de Béni Mellal-Khénifra, elle dépend de la province de Fquih Ben Salah depuis 2009 et faisait auparavant partie de la province de Béni Mellal.

## Économie
L'économie de Dar Ould Zidouh est centrée sur l'agriculture, notamment la culture de l'olivier. Mais elle dépend également des transferts des Marocains résidant à l'étranger (M.R.E) provenant notamment d'Espagne et d'Italie.

### Sources
- (en) Dar Ould Zidouh sur le site de Falling Rain Genomics, Inc.